# Сунтао-Мяоський автономний повіт
28°10′09″ пн. ш. 109°11′48″ сх. д. / 28.16916° пн. ш. 109.19662° сх. д.
Сунтао-Мяоський автономний повіт (кит. 松桃苗族自治县, пін. Sōngtáo Miáozú Zìzhìxiàn) — один із повітів КНР у складі префектури Тунжень, провінція Гуйчжоу. Адміністративний центр — містечко Ляогао.

## Географія
Сунтао-Мяоський автономний повіт лежить на висоті близько 400 метрів над рівнем моря.

### Клімат
Повіт знаходиться у зоні, котра характеризується вологим субтропічним кліматом. Найтепліший місяць — липень із середньою температурою 26,9 °C. Найхолодніший місяць — січень, із середньою температурою 4,9 °С.
| Клімат повіту Сунтао-Мяо | Клімат повіту Сунтао-Мяо | Клімат повіту Сунтао-Мяо | Клімат повіту Сунтао-Мяо | Клімат повіту Сунтао-Мяо | Клімат повіту Сунтао-Мяо | Клімат повіту Сунтао-Мяо | Клімат повіту Сунтао-Мяо | Клімат повіту Сунтао-Мяо | Клімат повіту Сунтао-Мяо | Клімат повіту Сунтао-Мяо | Клімат повіту Сунтао-Мяо | Клімат повіту Сунтао-Мяо | Клімат повіту Сунтао-Мяо |
| Показник                 | Січ.                     | Лют.                     | Бер.                     | Квіт.                    | Трав.                    | Черв.                    | Лип.                     | Серп.                    | Вер.                     | Жовт.                    | Лист.                    | Груд.                    | Рік                      |
| Середній максимум, °C    | 8,7                      | 10,7                     | 15,1                     | 21,5                     | 26,1                     | 28,8                     | 31,9                     | 32                       | 28,1                     | 21,8                     | 16,9                     | 11,5                     | 21,1                     |
| Середня температура, °C  | 4,9                      | 6,8                      | 10,6                     | 16,3                     | 20,8                     | 24,1                     | 26,9                     | 26,4                     | 22,6                     | 17                       | 12                       | 7                        | 16,3                     |
| Середній мінімум, °C     | 2,3                      | 4,1                      | 7,4                      | 12,7                     | 16,9                     | 20,6                     | 23                       | 22,4                     | 18,8                     | 13,9                     | 8,9                      | 3,9                      | 12,9                     |
| Норма опадів, мм         | 37.9                     | 43.7                     | 64.7                     | 128.4                    | 182.7                    | 203.7                    | 183.3                    | 139.4                    | 91.6                     | 104.9                    | 58.6                     | 30                       | 1268.9                   |
| Вологість повітря, %     | 79                       | 78                       | 79                       | 80                       | 81                       | 82                       | 79                       | 80                       | 79                       | 83                       | 80                       | 77                       | 79.8                     |
| ------------------------ | ------------------------ | ------------------------ | ------------------------ | ------------------------ | ------------------------ | ------------------------ | ------------------------ | ------------------------ | ------------------------ | ------------------------ | ------------------------ | ------------------------ | ------------------------ |
| Джерело: data.cma.cn     |                          |                          |                          |                          |                          |                          |                          |                          |                          |                          |                          |                          |                          |